# Askari Mohammadian
Askari Mohammadian, född den 2 mars 1963 i Mazandaran, Iran, är en iransk brottare som tog OS-silver i fjäderviktsbrottning i fristilsklassen 1988 i Seoul och därefter OS-silver i fjäderviktsbrottning 1992 i Barcelona. 